# Nhạc dân tộc cải biên
Nhạc dân tộc cải biên là một loại hình âm nhạc dân gian Việt Nam hiện đại, ra đời vào những năm 1950 sau khi thành lập Nhạc viện Hà Nội năm 1956. Sự phát triển của loại hình âm nhạc này liên quan đến việc viết nhạc truyền thống sử dụng ký hiệu âm nhạc phương Tây, đồng thời thêm vào các yếu tố hòa âm và phối khí của phương Tây.